# Ismail Çoban
Ismail Çoban (* 1. Januar 1945 in Çorum in der Türkei; † 7. November 2024 in Wuppertal) war ein türkisch-deutscher Maler und Grafiker.

## Leben
Ismail Çoban absolvierte nach einer Schneiderlehre und dem Besuch einer Realschule in Istanbul von 1960 bis 1965 eine Ausbildung zum Volksschullehrer. Nach einer kurzen Tätigkeit als Volksschullehrer in Kurtalan/Ridvan in Ostanatolien besuchte er von 1965 bis 1968 die Hochschule für angewandte Werkkunst in Istanbul.
1969 absolvierte er ein Praktikum als Siebdrucker in Selb in Oberfranken. Von Herbst 1969 bis 1971 besuchte er die Werkkunstschule Wuppertal. Seit 1971 lebte er als freischaffender Maler und Grafiker in Wuppertal.
Ismail Çoban schuf in 30 Jahren ein umfangreiches und international viel beachtetes Werk, das er in über 400 Ausstellungen präsentierte. Seine Kunst ist sowohl von der türkischen als auch von der deutschen Kultur sowie vom Wunsch nach Verständigung und Versöhnung geprägt. Çoban hat sich zeitlebens als „Welten-Künstler“ verstanden.
Zu seinen Werken zählen Ölgemälde auf Leinwand, Zeichnungen, Holzschnitte und Radierungen. Das Themenspektrum weist mit Titeln wie „Die Eroberung Alexander des Großen“, „Aus der Schöpfung“, „Janus“, „Sintflut“, „Die schöne Welt“, „Die Familie“, „Porträt Johannes Rau“, „Neses Hochzeit“, „Drei Rosen für Berivan“ und „Exodus“ einerseits auf eine gegenständlich orientierte Bildauffassung hin, andererseits werden hier Paradigmen menschlichen Schicksals nicht sachlich, sondern expressiv ins Bild gesetzt. Çoban versteht es, die Mythen und Gefühlswelten seiner Heimat mit einer Malweise in der Tradition der europäischen Kunstgeschichte zu verbinden.

## Die Stiftung
Zum Zweck der Unterstützung internationaler junger Künstler, deren Werk zu gegenseitiger Verständigung zwischen Deutschen und Migranten beitragen kann, gründete Çoban 2006 die Ismail-Çoban-Stiftung zur Förderung junger Künstler. Eine Tätigkeit der Stiftung nach dem Jahr 2011 ist nicht bekannt.